# Gryllotalpa gryllotalpa
O Gryllotalpa gryllotalpa, comummente conhecido como grilo-toupeira , é uma espécie de inseto ortóptero da família dos grilotalpídeos.

## Nomes comuns
Além de «grilo-toupeira», dá ainda pelos seguintes nomes comuns: ralo  (também grafado grilo-ralo e rela) e frade (não confundir com a espécie Nezara viridula, que consigo partilha este nome comum).  

### Etimologia
O nome científico gryllotalpa, provém do latim científico e trata-se da aglutinação de dois étimos latinos clássicos, gryllus, que significa «grilo» ou «gafanhoto» e talpa, que significa «toupeira».
O nome popular grilo-toupeira, ocorre por decalque do nome latino e deve-se à semelhança desta espécie com o grilo e com os seus hábitos de escavar galerias como as toupeiras.

## Distribuição
Ocorre na Europa, marcando presença em Portugal.

## Descrição
Esta espécie mede entre 35 milímetros e 45 milímetros de comprimento e vivem em campos húmidos, debaixo da terra, alimentando-se de raízes e larvas de insetos. Os membros anteriores em formato de pá permitem-lhe escavar galerias no solo, onde se enterram como fazem as toupeiras.
Os machos cantam nos seus buracos para atrair as fêmeas. O seu canto característico, alto e contínuo é comum em noites de Primavera, principalmente depois de grandes chuvadas.
São comuns em terras de cultura, onde destroem as raízes de diversas plantas.